# Cybaeus miyagiensis
Cybaeus miyagiensis är en spindelart som beskrevs av Yoh Ihara 2004. Cybaeus miyagiensis ingår i släktet Cybaeus och familjen vattenspindlar. Inga underarter finns listade i Catalogue of Life.